# Szczytniki
Szczytniki è un comune rurale polacco del distretto di Kalisz, nel voivodato della Grande Polonia.
Ricopre una superficie di 110,66 km² e nel 2004 contava 8 131 abitanti.